# Речник на имената и статута на населените места в България 1878 – 2004
„Речник на имената и статута на населените места в България 1878 – 2004“ е справочен речник на географа Николай Мичев от 2005 г.
В него се обхваща периода от 1878 до 2004 г. Посочени са промените в имената и статута на населените места, влизащи в сегашните граници на страната, както и към коя област и община се причисляват. За съществуващите към 2004 година 244 града и 5096 села са дадени сведения и за броя на населението съгласно данните на Националния статистически институт от преброяването на населението в България от 2001 г.
Въз основа на речника е създаден и негов дигитален еквивалент.